# Condé-sur-Huisne
Condé-sur-Huisne település Franciaországban, Orne megyében. Lakosainak száma 1316 fő (2018. január 1.). Condé-sur-Huisne Bretoncelles községgel határos.

## Népesség
A település népességének változása:
| Lakosok száma | 923  | 950  | 1050 | 1131 | 1175 | 1272 | 1343 | 2170 | 1302 | 1316 |
|               | 1962 | 1968 | 1975 | 1990 | 1999 | 2008 | 2013 | 2016 | 2017 | 2018 |